# سیاوش کامکار
سیاوش کامکار (زادهٔ آبان ۱۳۶۸ در تهران) نوازنده سنتور و آهنگساز ایرانی‌ست. او فرزند پشنگ کامکار و سودابه سالم است.
وی جوان‌ترین عضو گروه کامکارها است و تاکنون نه آلبوم مستقل موسیقی منتشر کرده‌است  گروه ژاو را به همراه نوازندگان دیگر در سال ۱۳۹۰ تشکیل داد.
- بارانی بر دریا (۱۳۸۴، بازنشر در ۱۳۹۰): تکنوازی سنتور
- از آب‌ها به بعد (۱۳۸۷): سنتور و ارکستر
- باغی در صدا
- آلبوم رو (Avaunt)
- منظره نگاه [۴]
- خلوت[۵]
- در آمالگا [۶]
- رام[۷]
- بداهه نوازی در همایون

کنسرت مجموعه قطعات سیاوش کامکار برای سنتور و کوارتت زهی در سال ۱۳۸۷ به روی صحنه رفت.
کنسرت دونوازی سنتور  سیاوش کامکار و مهیار طریحی در تالار رودکی  .
کنسرت بارانه استاد پشنگ کامکار به همراهی پسرانش نیریز کامکار و سیاوش کامکار سال ۱۳۹۶ در تالار وحدت
کنسرت اردوان کامکار به همراه سه نوازی سنتور سیاوش کامکار مهیار طریحی مصطفی مومنیان سال ۱۳۹۶ در تالار وحدت 

## زندگی‌نامه
سیاوش کامکار موسیقی را با نواختن تنبک زیر نظر عمویش ارژنگ کامکار آغاز کرد. سپس سنتور را اولین بار از مادرش سودابه سالم و سپس نزد پشنگ کامکار و اردوان کامکار فرا گرفت. هارمونی و ارکستراسیون را نزد هوشنگ کامکار آموزش دید.
سیاوش کامکار به عنوان یک موزیسین مستقل در پلتفرمهای موسیقی مشغول به تولید موسیقی است